# Geomobile
 (décembre 2023).
Si vous disposez d'ouvrages ou d'articles de référence ou si vous connaissez des sites web de qualité traitant du thème abordé ici, merci de compléter l'article en donnant les références utiles à sa vérifiabilité et en les liant à la section « Notes et références ».
 (décembre 2023).
Geomobile est un outil de géolocalisation développé [Quand ?] par la société Netika. Il utilise la cartographie de TéléAtlas.

## Description
Geomobile est utilisé par des sociétés de transports mais également des sociétés de Taxi.
Geomobile permet de localiser en direct sur une carte le(s) véhicule(s) de votre flotte.
Un boîtier GPS est placé dans le véhicule. Ce boîtier communique en permanence sa position au serveur
en GPRS. Ceci permet de le localiser, mais également de retracer son parcours.

## Liens
- http://www.netika.com Le développeur
- http://www.geomobile.net Geomobile